# Liste der Kunstwerke im öffentlichen Raum in Graz
Die Liste der Kunstwerke im öffentlichen Raum in Graz ist eine Übersichtsseite. Sie enthält die nach den Grazer Bezirken bezirksnummernweise geordneten Listen der dauerhaft installierten künstlerischen Objekte oder Kleindenkmäler, die im öffentlichen Raum, also auf Straßen, Plätzen oder in öffentlichen Parks zu sehen sind. Im Falle von Graz schließt dies moderne Kunstwerke in Kirchengebäuden mit ein.
Denkmäler, profane Skulpturen und Plastiken, sakrale Kleindenkmäler, Brunnen, Gedenktafeln oder Kunst am Bau sind in den Listen angegeben, sofern sie auf „OFFSITE_GRAZ“ (Oeffentliche Kunst seit fuenfundvierzig) als Kunstwerke im öffentlichen Raum (Public Art) verzeichnet und mit einer eindeutigen Identifikationsnummer (ID) ausgestattet sind. OFFSITE_GRAZ wurde im Auftrag der Stadt Graz, in Koordination mit dem Kulturamt, entwickelt und umfasst einen Zeitraum von 1945 bis 2011.
Das Verzeichnis auf OFFSITE_GRAZ deckt sich nicht scharf mit den Gemeindegrenzen von Graz, Kunstwerke im Umland und der Österreichische Skulpturenpark in Premstätten werden mitbehandelt.
- Liste der Kunstwerke im öffentlichen Raum in Graz/Innere Stadt (1. Bezirk)
- Liste der Kunstwerke im öffentlichen Raum in Graz/St. Leonhard (2.)
- Liste der Kunstwerke im öffentlichen Raum in Graz/Geidorf (3.)
- Liste der Kunstwerke im öffentlichen Raum in Graz/Lend (4.)
- Liste der Kunstwerke im öffentlichen Raum in Graz/Gries (5.)
- Liste der Kunstwerke im öffentlichen Raum in Graz/Jakomini (6.)
- Liste der Kunstwerke im öffentlichen Raum in Graz/Liebenau (7.)
- Liste der Kunstwerke im öffentlichen Raum in Graz/St. Peter (8.)
- Liste der Kunstwerke im öffentlichen Raum in Graz/Waltendorf (9.)
- Liste der Kunstwerke im öffentlichen Raum in Graz/Ries (10.)
- Liste der Kunstwerke im öffentlichen Raum in Graz/Mariatrost (11.)
- Liste der Kunstwerke im öffentlichen Raum in Graz/Andritz (12.)
- Liste der Kunstwerke im öffentlichen Raum in Graz/Gösting (13.)
- Liste der Kunstwerke im öffentlichen Raum in Graz/Eggenberg (14.)
- Liste der Kunstwerke im öffentlichen Raum in Graz/Wetzelsdorf (15.)
- Liste der Kunstwerke im öffentlichen Raum in Graz/Straßgang (16.)
- Liste der Kunstwerke im öffentlichen Raum in Graz/Puntigam (17.)

- Liste der Kunstwerke im Österreichischen Skulpturenpark, in Premstätten, Bezirk Graz-Umgebung